# Adam Pålsson
Adam Gustav Justus Pålsson, född 25 mars 1988 i Österhaninge församling i Stockholms län, är en svensk skådespelare och musiker.
Pålsson är utbildad på Rytmus musikgymnasium och på Teaterhögskolan i Stockholm (2008–2011). 2012 framfördes hans drama Frida är gravid! på Teater Galeasen. Han har även skrivit och framfört sin egen version av Hamlet med inspiration från bland annat William Shakespeare och Heiner Müller på Stockholms stadsteater 2010 där Saskia Husberg stod för regi. Han gick teaterlinjen på Södra latins gymnasium.
Pålsson var även sångare i popbandet ÅR&DAR, och sjunger även i Ted – för kärlekens skull. Han vann Kristallen 2017 som årets manliga skådespelare i en tv-produktion för sin roll i Innan vi dör.
Han är gift med skådespelaren Celie Sparre och tillsammans har de två barn.

## Filmografi (i urval)
- 2003 – Vera med flera (TV-serie)
- 2003 – Ondskan
- 2004 – Håkan Bråkan & Josef
- 2005 – Buss till Italien
- 2007 – Ett öga rött
- 2008 – Snöänglar
- 2009 – Så olika
- 2010 – Himlen är oskyldigt blå
- 2010 – Jag vill ha allt[8]
- 2011 – Människor helt utan betydelse
- 2011 – Prinsen
- 2014 – Portkod 1321 (TV-serie)
- 2012 – Torka aldrig tårar utan handskar (TV-serie)[9]
- 2013 – Familjen Holstein-Gottorp (TV-serie)
- 2013 – Lasse-Majas detektivbyrå – von Broms hemlighet
- 2014 – Portkod 1525 (TV-serie)
- 2015 – I nöd eller lust
- 2015 – Gerilla
- 2015 – Boy Machine (TV-serie)
- 2015 – Boys (TV-serie)
- 2015–2018 – Bron (TV-serie)
- 2015 – Life in Squares (TV-serie)
- 2017–2019 – Innan vi dör (TV-serie)
- 2018 – Ted – För kärlekens skull
- 2018 – Bron (TV-serie)
- 2018–2020 – Helt perfekt (TV-serie)
- 2019 – Dirigenten (TV-serie)
- 2020 – Pelle Svanslös (röst)
- 2020–2022 – Young Wallander (TV-serie)
- 2020–2022 – Avenue 5 (TV-serie)
- 2021 – Sagan om Karl-Bertil Jonssons julafton
- 2021 – En kunglig affär (TV-serie)
- 2024 – Stockholm Bloodbath
- 2024 – Nova & Alice
- 2024 – Så länge hjärtat slår

## Teater

### Roller (ej komplett)
Källa: 
| År   | Roll              | Produktion | Regi                 | Teater                   |
| ---- | ----------------- | --- | -------------------- | ------------------------ |
| 2011 | Per               | Uppfostrarna & De Ouppfostringsbara Erik Uddenberg                                                              | Suzanne Osten        | Unga Klara               |
| 2011 | –                 | Den besynnerliga händelsen med hunden om natten (The Curious Incident of the Dog in the Night-time) Mark Haddon | Jonna Nordenskiöld   | Unga radioteatern        |
| 2012 | Léon              | Madame Bovary Tine Rahel Völcker                                                                                | Annika Silkeberg     | Dramaten                 |
| 2012 | –                 | Nya spöksonaten August Strindberg                                                                               | Andreas Boonstra     | Momentteatern            |
| 2012 | –                 | Rött och svart Henri Beyle Stendhal                                                                             | Jonas Cornell        | Radioteatern             |
| 2013 | Chevalier Danceny | Farliga förbindelser (Les Liaisons Dangereuses) Christopher Hampton                                             | Stefan Larsson       | Dramaten                 |
| 2013 | Mozart            | Amadeus Peter Shaffer                                                                                           | Peter Langdal        | Dramaten                 |
| 2014 | Flynn             | Svarta djuret sorg (Schwarzes Tier Traurigkeit) Anja Hilling                                                    | Tobias Theorell      | Dramaten                 |
| 2014 | Brodern Jakob     | Johanna Mirja Unge                                                                                              | Jenny Andreasson     | Dramaten                 |
| 2015 | Läkaren           | Barnet Jon Fosse                                                                                                | Johannes Holmen Dahl | Dramaten                 |
| 2016 | Justus (Kosych)   | Ivanov (Иванов) Anton Tjechov                                                                                   | Alexander Mørk-Eidem | Dramaten                 |
| 2024 | Baron Tusenbach   | Tre systrar (Три сeстры, Tri sestry) Anton Tjechov                                                              | Eirik Stubø          | Kulturhuset Stadsteatern |